# Description des douze Césars avec leurs figures
Description des douze Césars avec leurs figures est un manuscrit enluminé, réalisé par Jean Bourdichon vers 1520, vraisemblablement sur commande de François Ier. Composé de trente-deux feuillets, il représente les portraits des seize premiers empereurs de Rome, de Jules César à Antonin le Pieux.

## Historique
Il est peint à Tours, vers 1515-1520, par Jean Bourdichon. Il existe deux autres exemplaires de ce manuscrit, également peints par le même artiste :
- Un premier est à la bibliothèque de Genève, Comites Latentes, ms. 258 et comporte 12 portraits.  De cet exemplaire, il existe un facsimilé réalisé au XVIIIe siècle pour le propriétaire d'alors. Cette copie est à New York, The Morgan Library and Museum, ms. M. 121.
- Un deuxième exemplaire est à Baltimore, au Walters Art Museum, ms. W 467 (avec 16 portraits).

Les trois volumes ont perdu leur reliure originelle. Celui de la BnF n'a plus de préface ni de dédicace, mais par son aspect, son contenu et sa qualité d'exécution, il est caractéristique des exemplaires de présentation offerts au roi. 
Les trois exemplaires ont probablement joué des rôles différents. Le plus ancien est celui de Genève. Il ne comporte que douze portraits et est peut-être celui du roi. Les deux autres exemplaires, de Paris et Baltimore présentent quatre portraits de plus. Ils sont une version augmentée du premier. Il est possible qu'il s'agit d'une commande royale pour le Camp du Drap d'Or en 1520, et sont des présents diplomatiques pour l'empereur Charles Quint et le roi d'Angleterre Henri VIII.
Provenance connue de l'exemplaire : libraire Jean Néaulme (Pays-Bas) (Catalogue d'une nombreuse collection de livres en tout genre, rares et curieux, rassemblés, avec beaucoup de soins et de grandes dépenses, par monsieur Jean Neaulme, libraire, vente N. van Daalen et B. Gibert, 24 juin 1765 et jours suivants, t. 5, La Haye, 1765, lot 92) ; puis comte Paul Durrieu avant 1917. Les  descendants de celui-ci, puis le  libraire bâlois Jörn Günther qui le met en vente (Timeless treasures, catalogue n° 14 du libraire Dr. Jörn Günther, Bâles, 2013, n° 22), c'est alors que la BnF intervient, empêchant la sortie de France du manuscrit pour être vendu en Suisse.
Après l'avoir classé Trésor national en novembre 2013, la Bibliothèque nationale de France lance une souscription en août 2014 afin de réunir une partie des 2,4 millions d'euros nécessaires à son acquisition,. Le 9 décembre 2014, l'institution annonce le succès de l'opération qui a permis de réunir 316 437 € grâce à la participation de plus de 2 400 donateurs. Le manuscrit est désormais numérisé et accessible sur Gallica. Il est enregistré sous la cote NAF 28800 du département des manuscrits.

## Description
Réalisé sur parchemin. L'écriture gothique bâtarde solennelle est propre aux manuscrits royaux de dédicace. Le manuscrit contient 16 peintures à pleine page par Jean Bourdichon représentant des empereurs romains en buste, vus de profil, ceints d'une couronne de laurier, sur fond bleu brillant.
L'incipit du volume est celui de la version antérieure à douze portraits : « Cy commence la description des douze Cesars abregees avecques leurs figures faictes et portraictes selon le naturel ». Les courtes biographies des empereurs, de César à Antonin le Pieux, chacune en regard du portrait correspondant, sont librement inspirées de la Vie des douze Césars de Suétone, augmentée des quatre premiers Antonins. Pour chaque empereur, un portrait physique et moral est dressé, accompagné d'anecdotes. Les portraits sont peints sur le verso d'un folio, et les biographies occupent le folio complet (recto-verso) suivant, de sorte que le portrait d'un empereur est face au début de sa biographie. Le texte continue sur le recto du folio suivant. Les médaillons à portraits sont inspirés de modèles italiens du XVe siècle qui sont alors connus en France. 

## Les médaillons

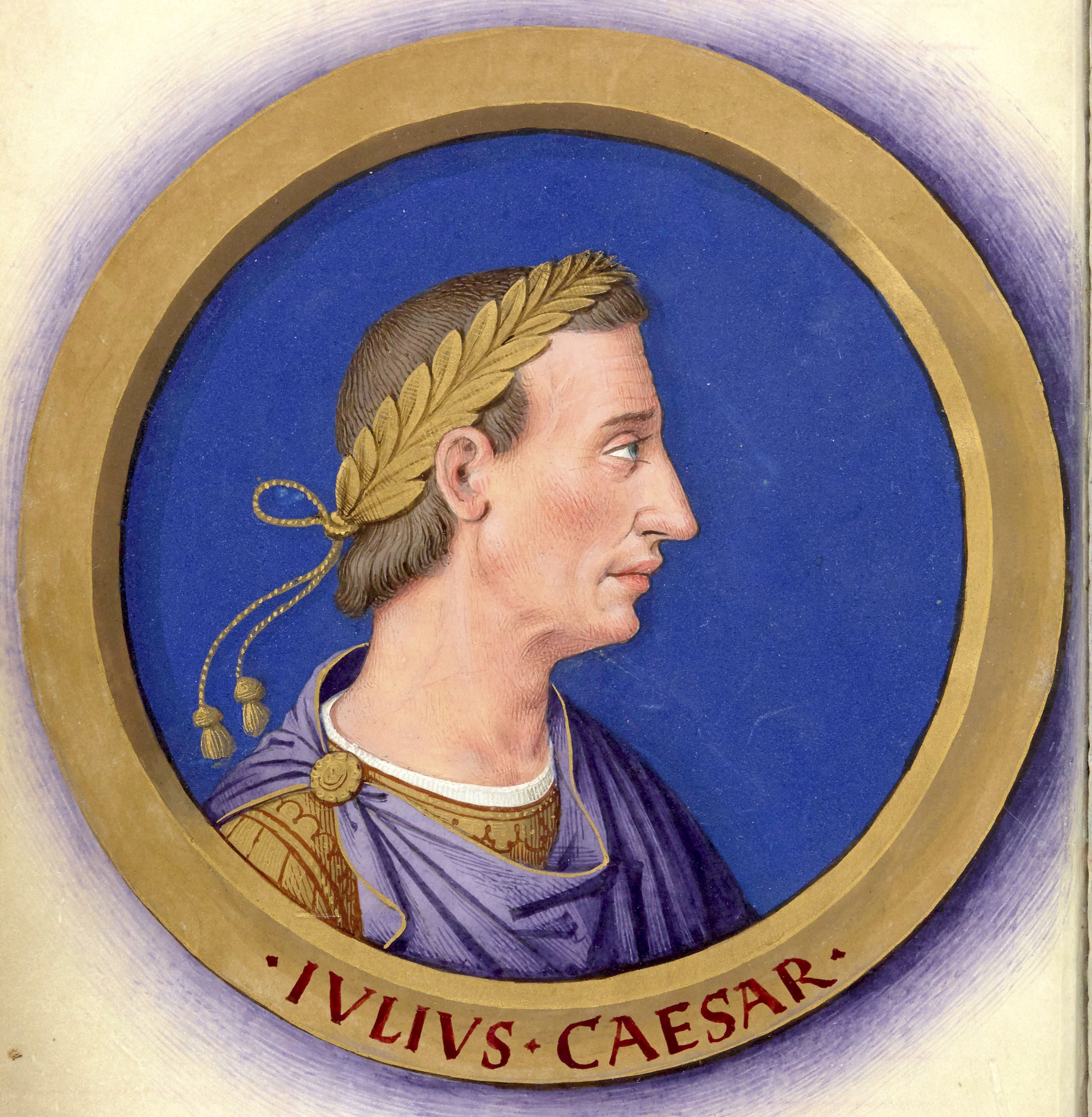
(1) César
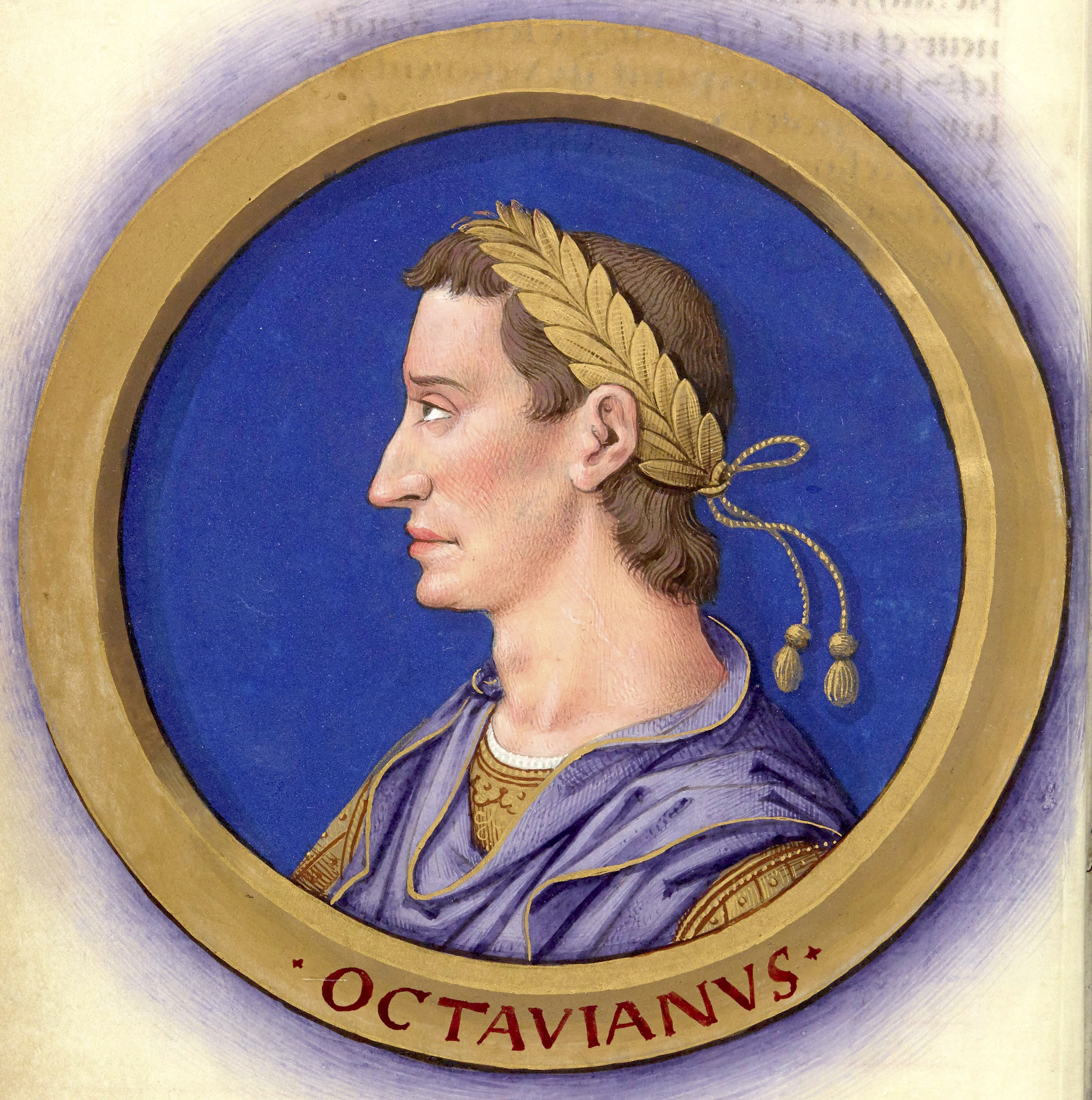
(2) Auguste
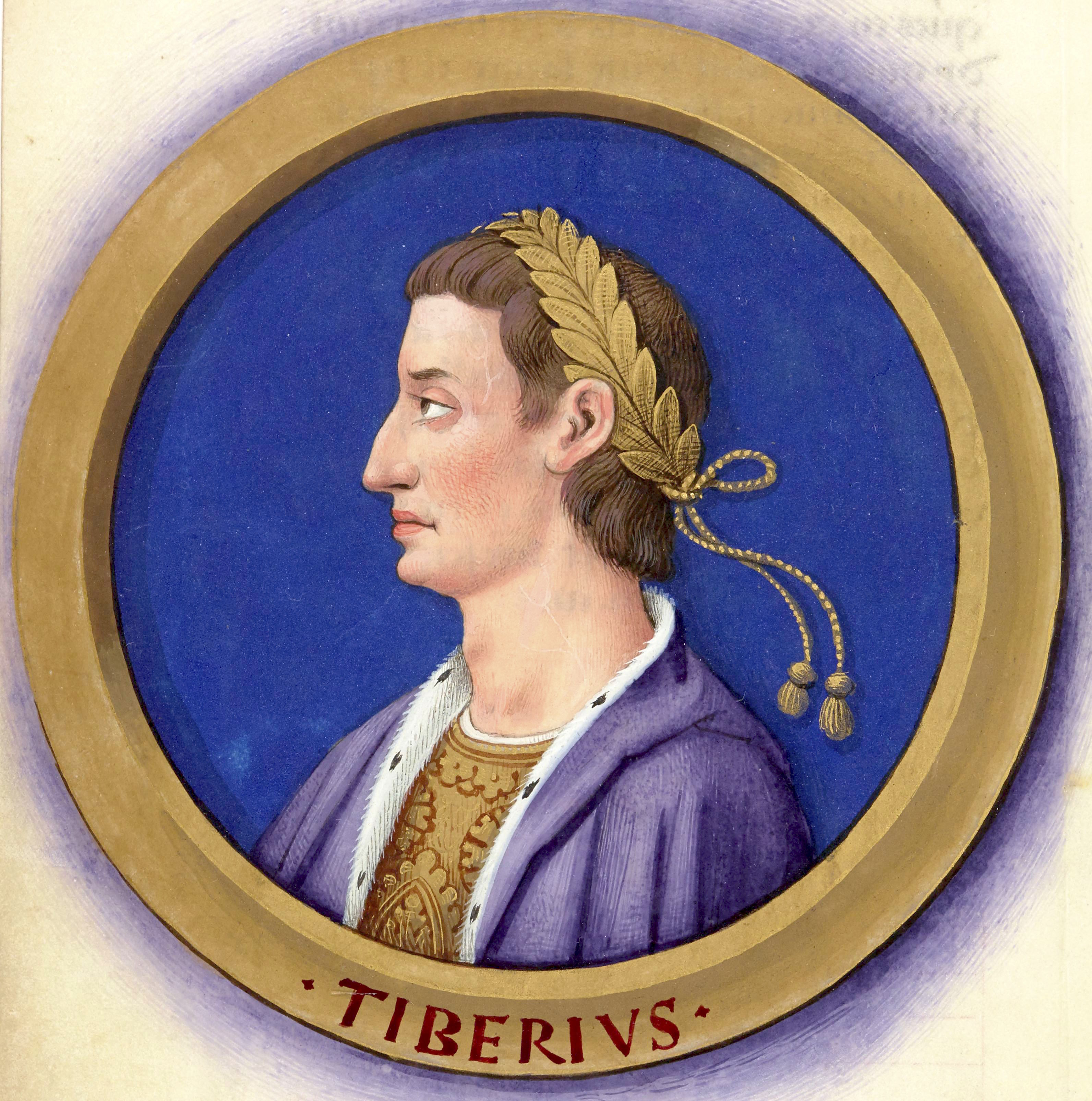
(3) Tibère
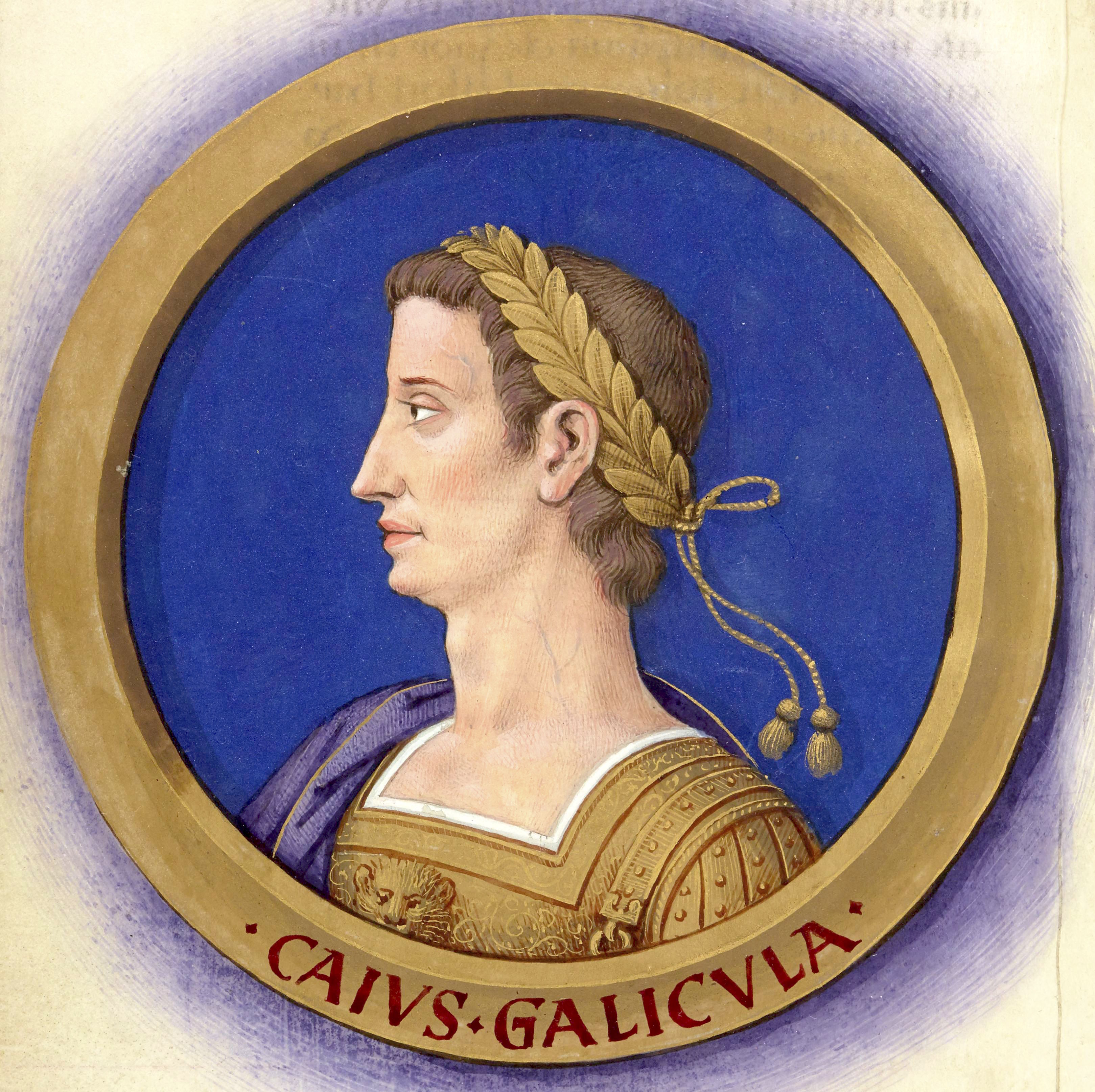
(4) Caligula
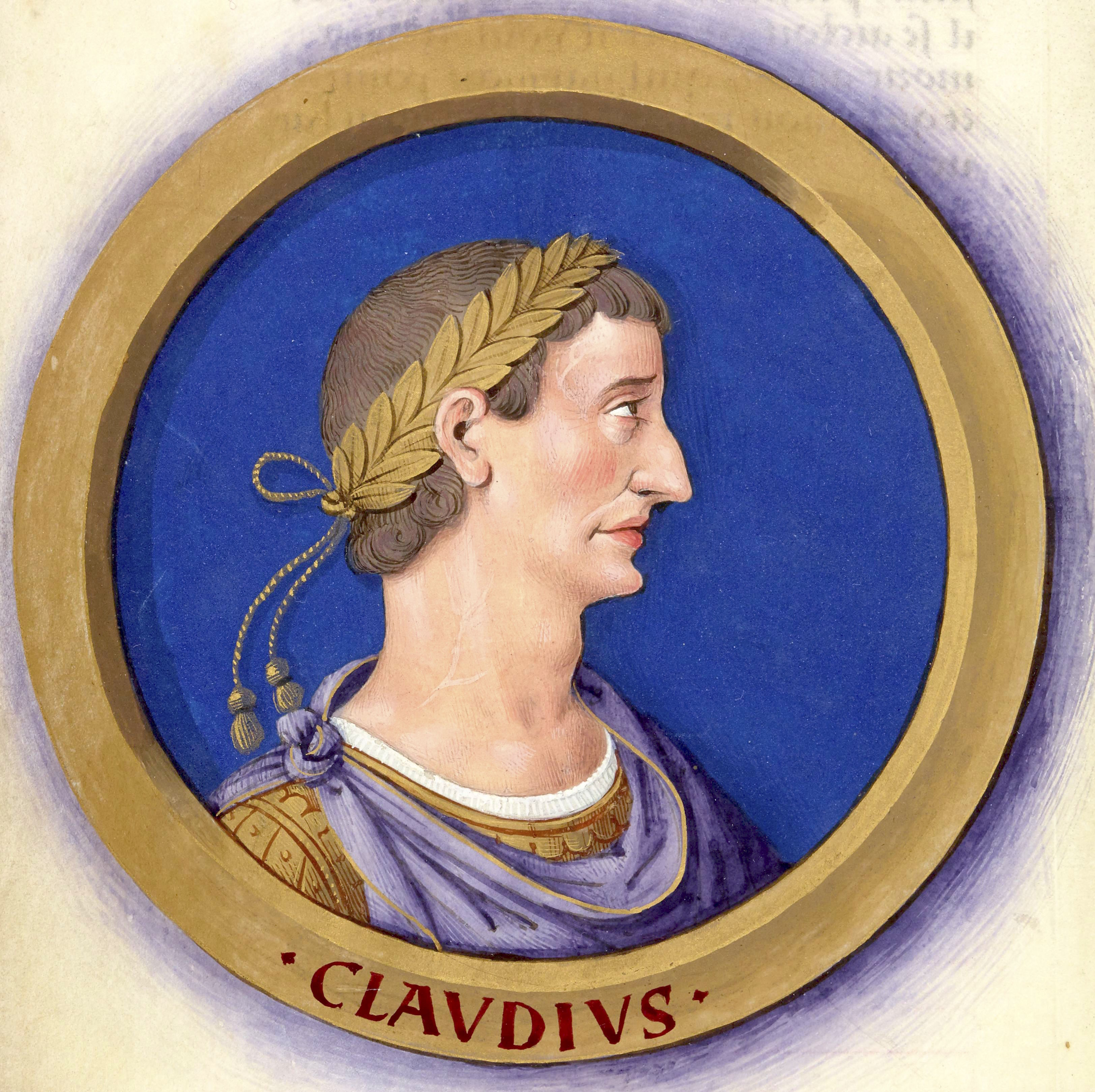
(5) Claude
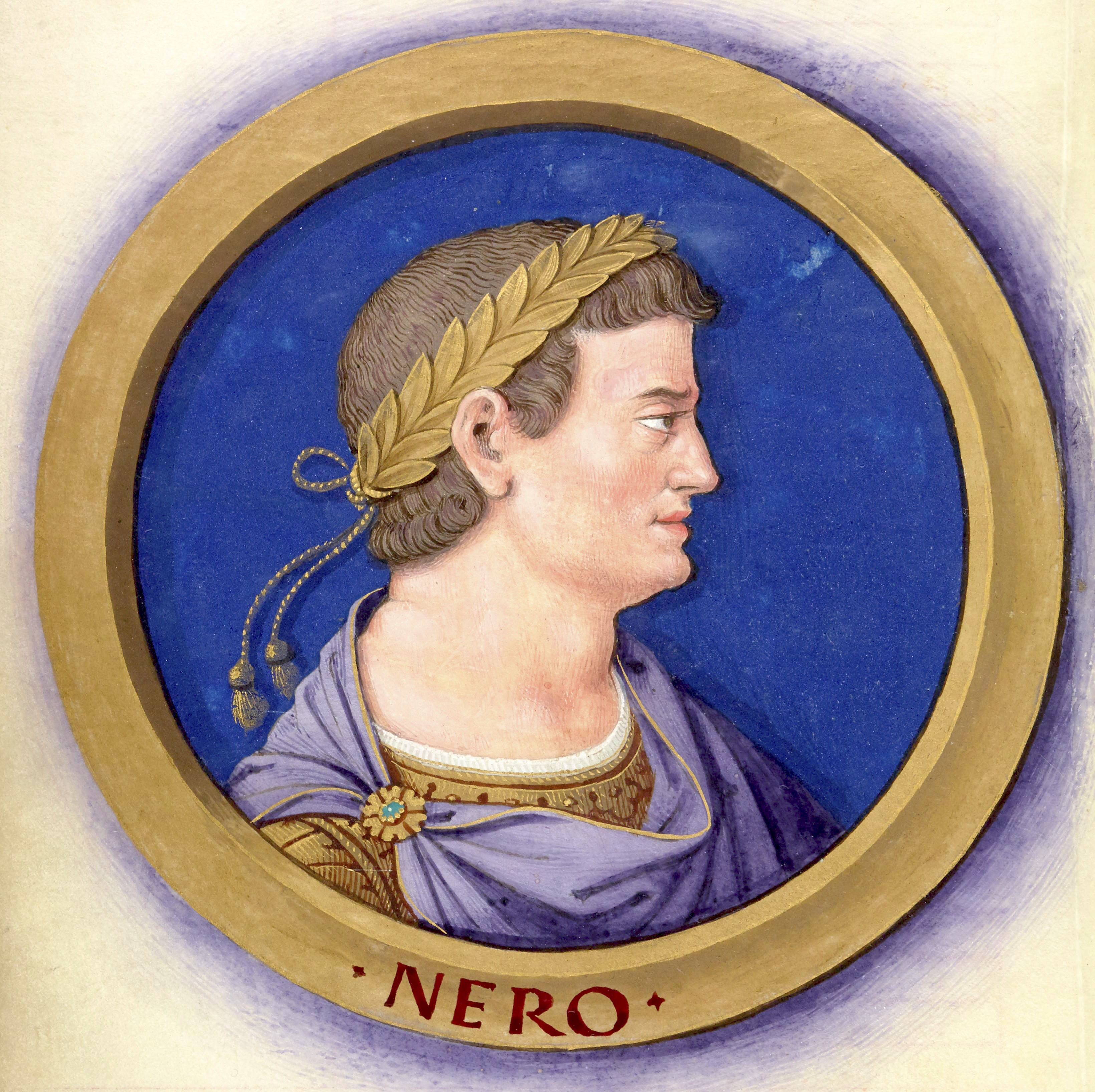
(6) Néron
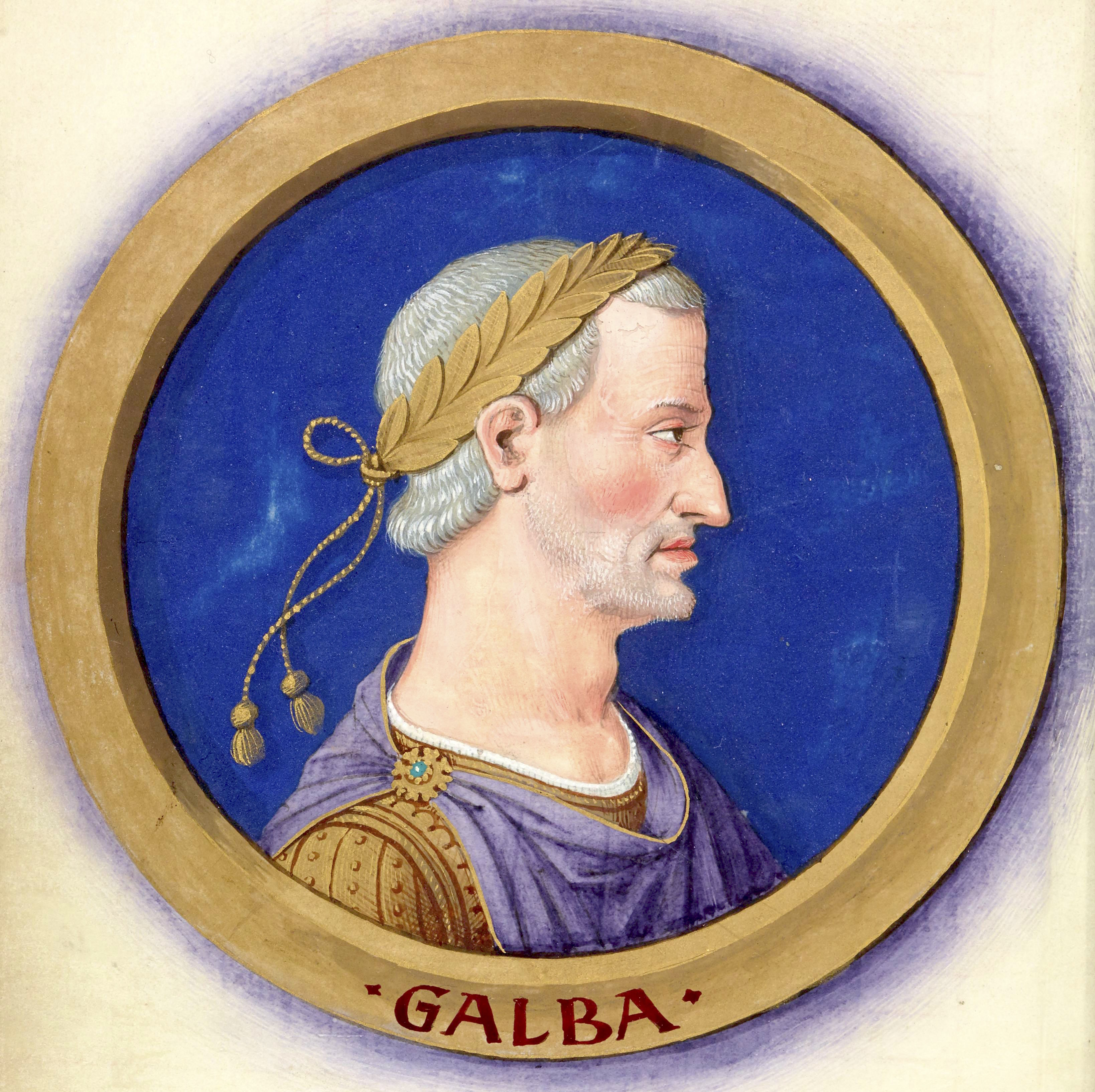
(7) Galba
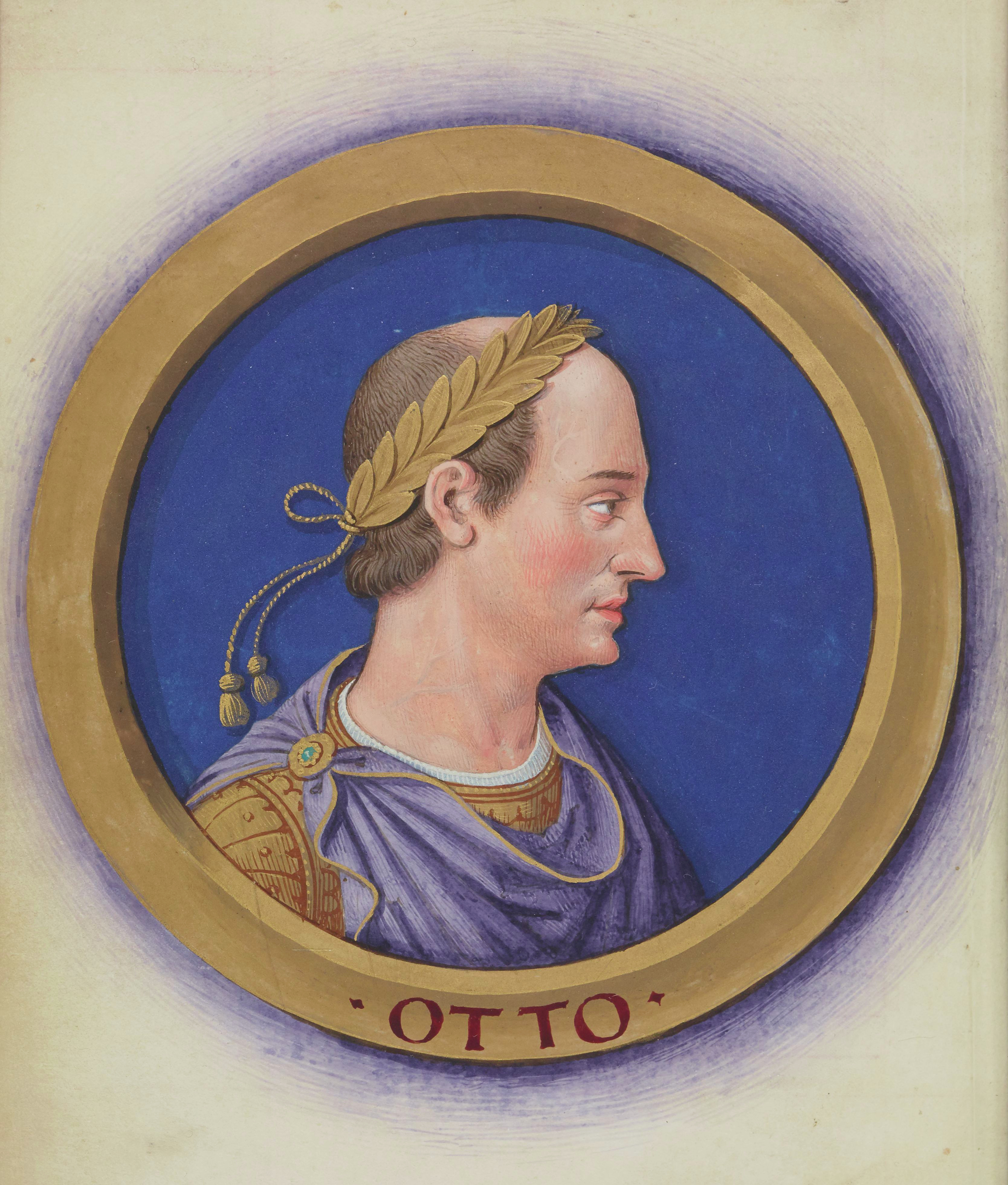
(8) Othon
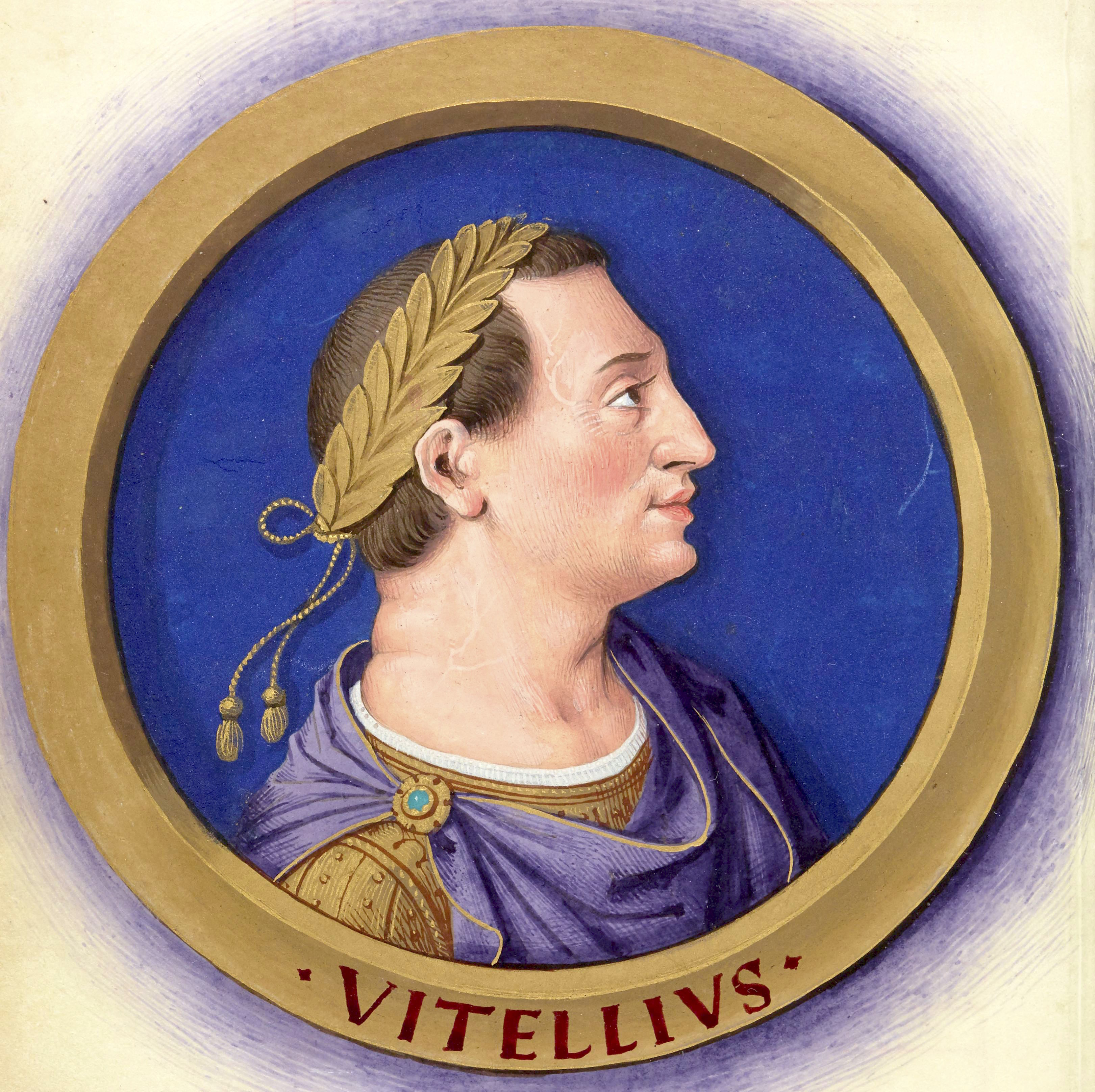
(9) Vitellius
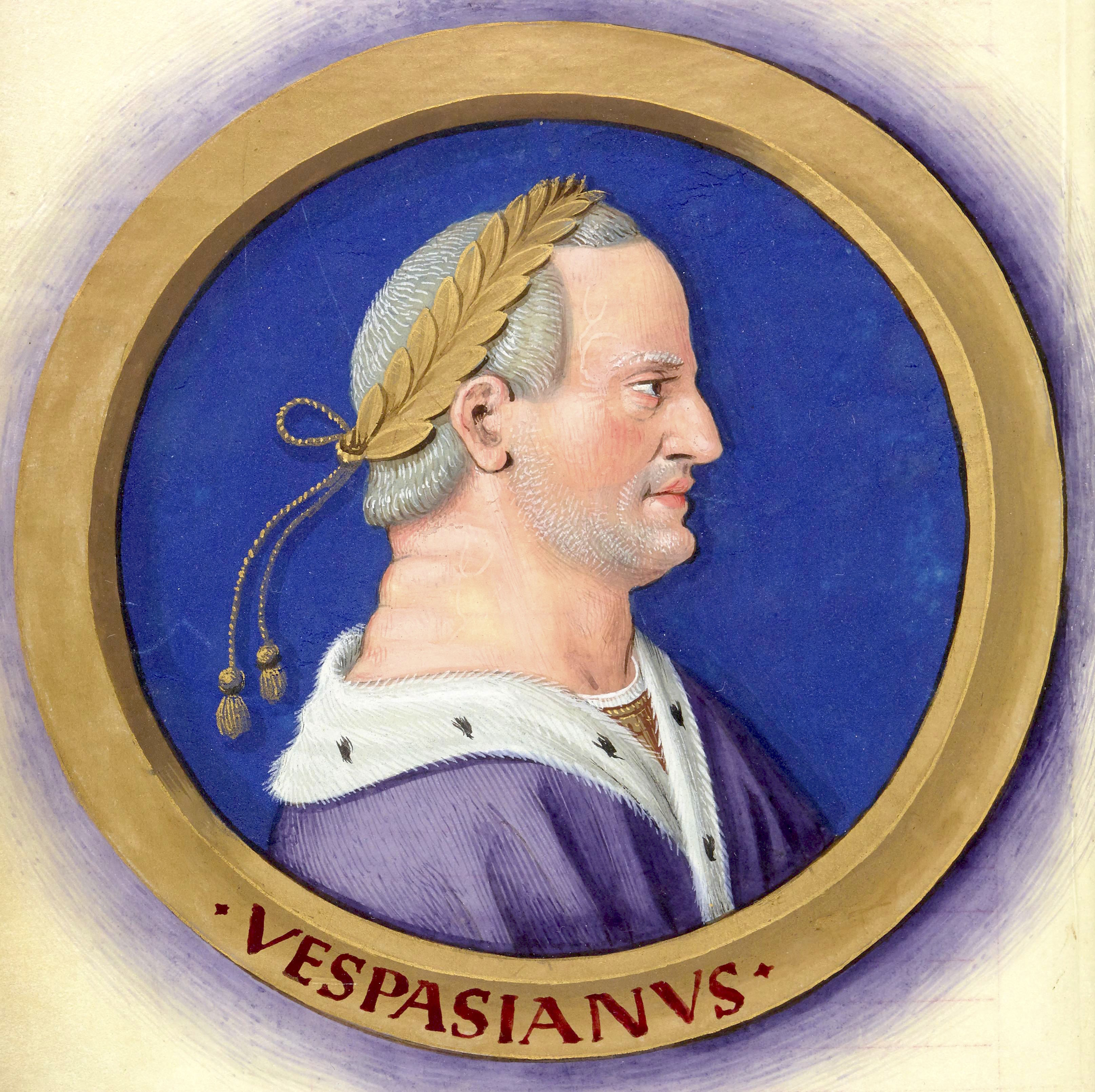
(10) Vespasien
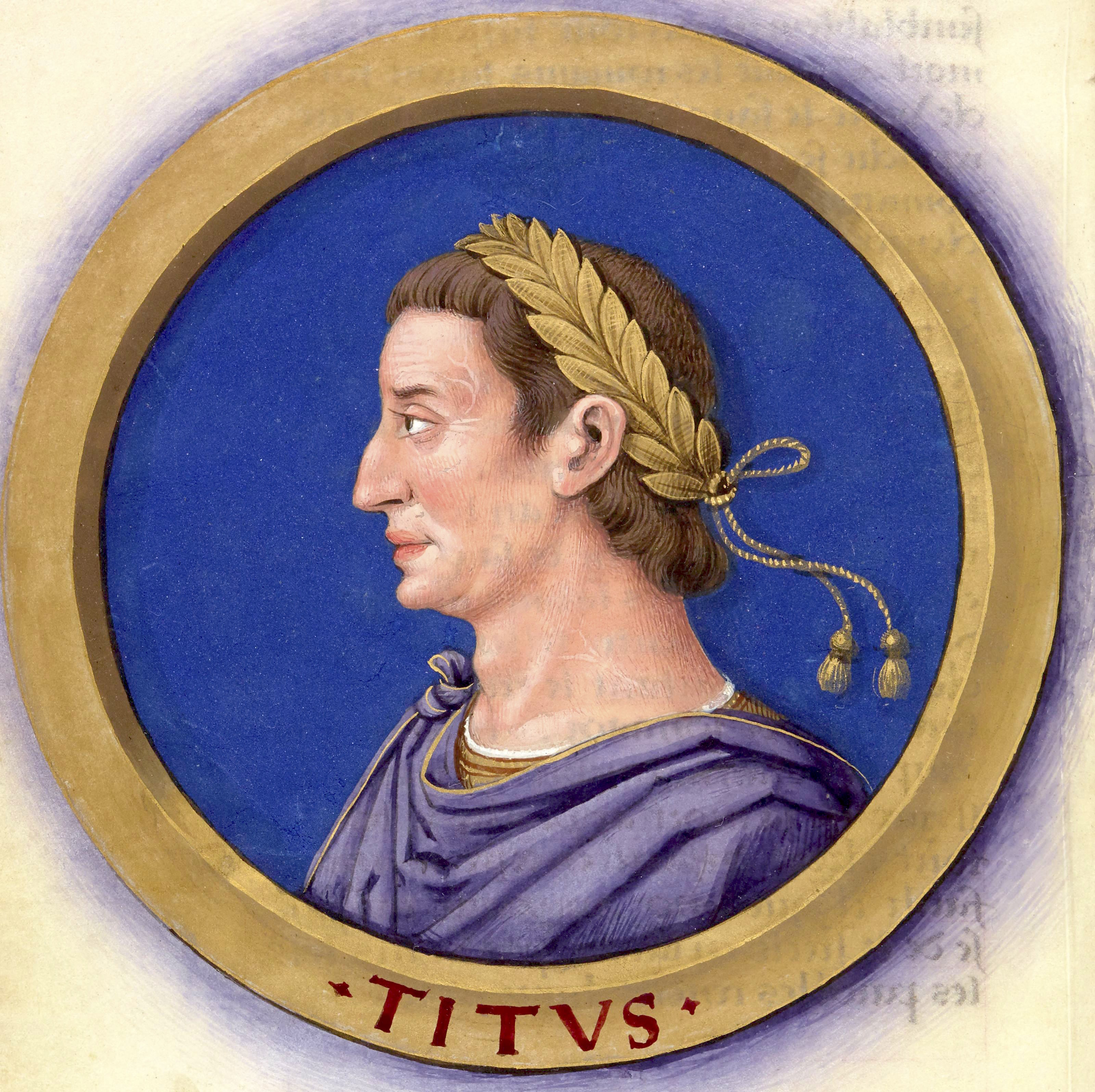
(11) Titus
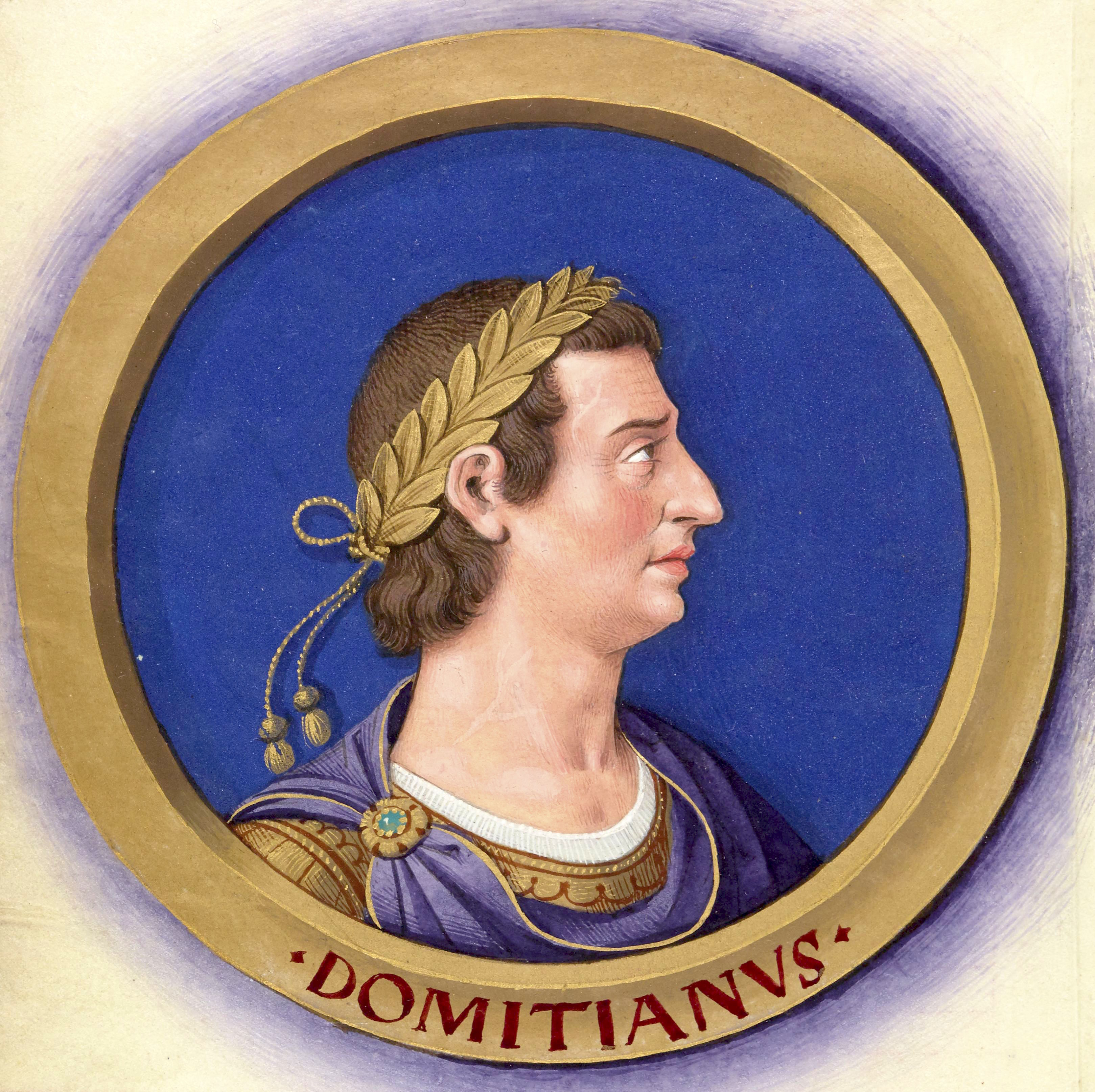
(12) Domitien
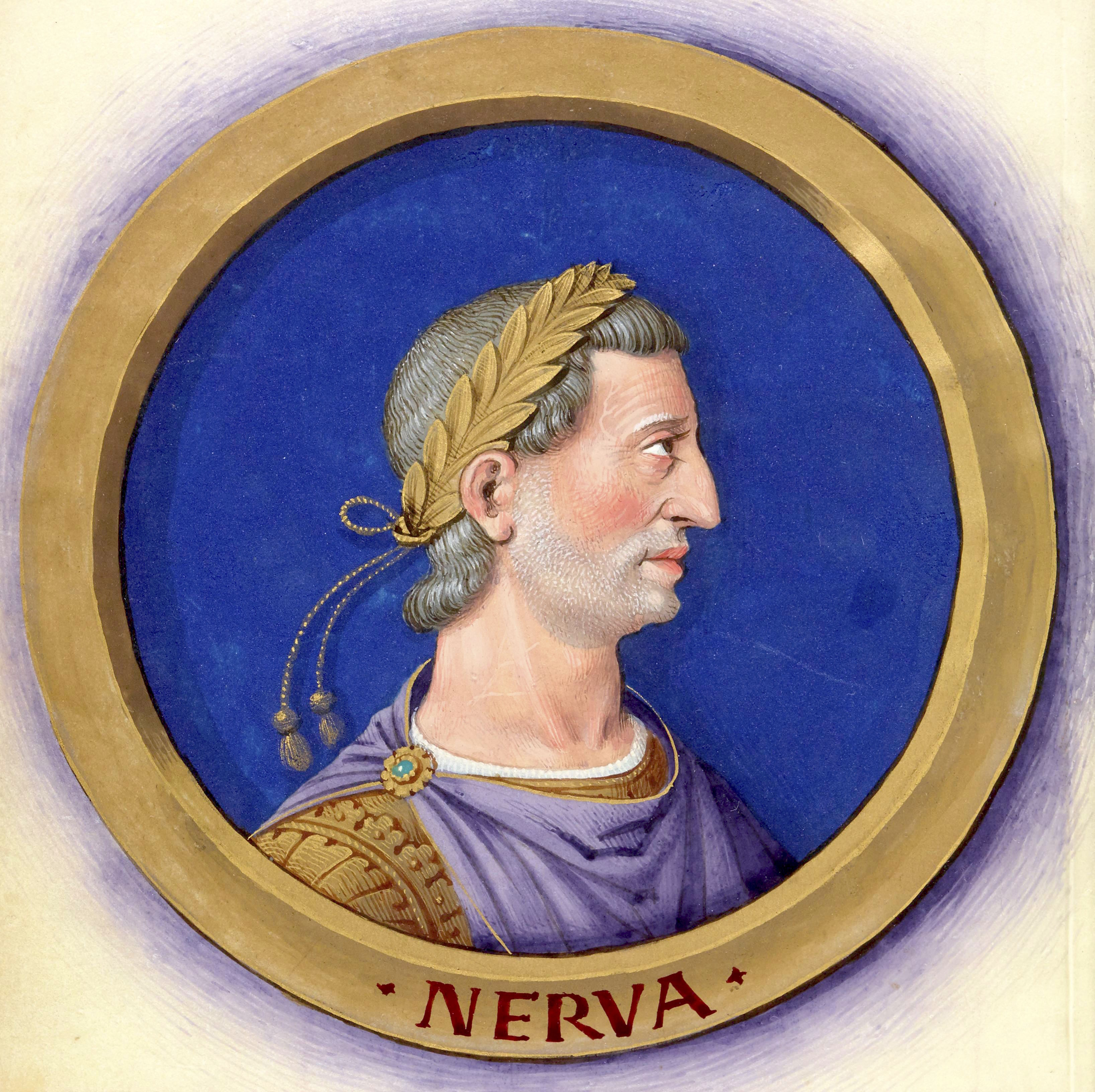
(13) Nerva
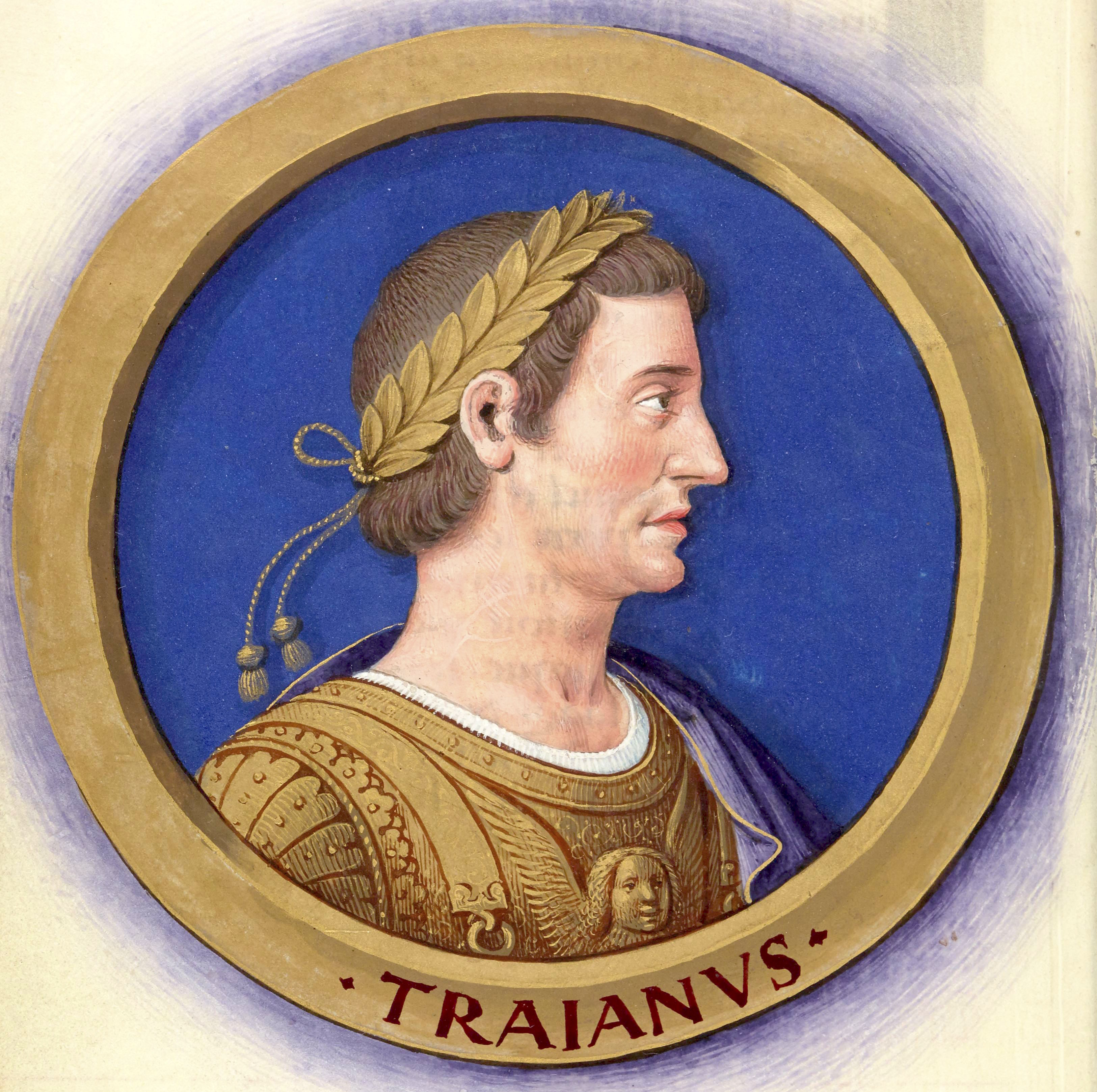
(14) Trajan
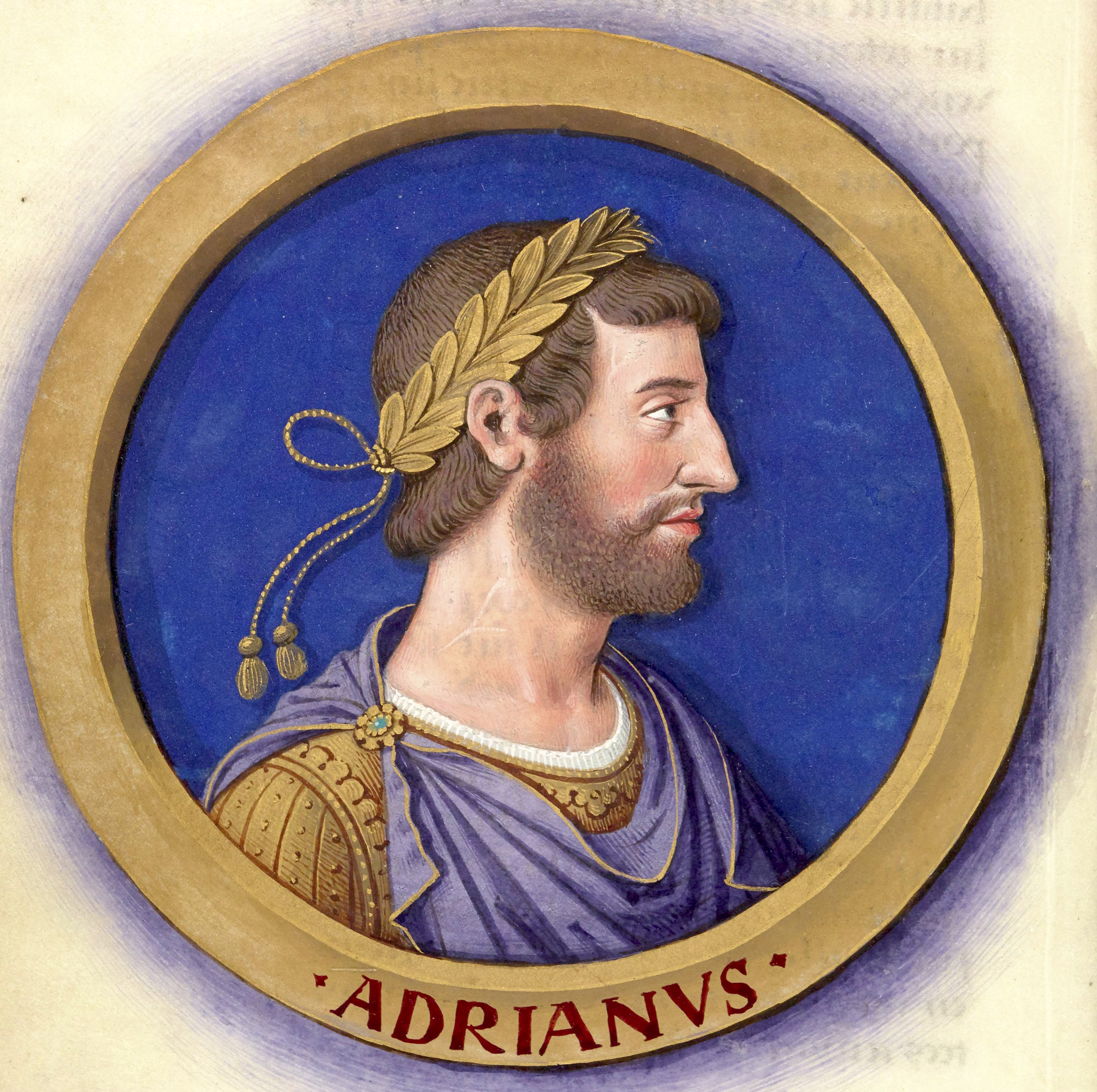
(15) Hadrien
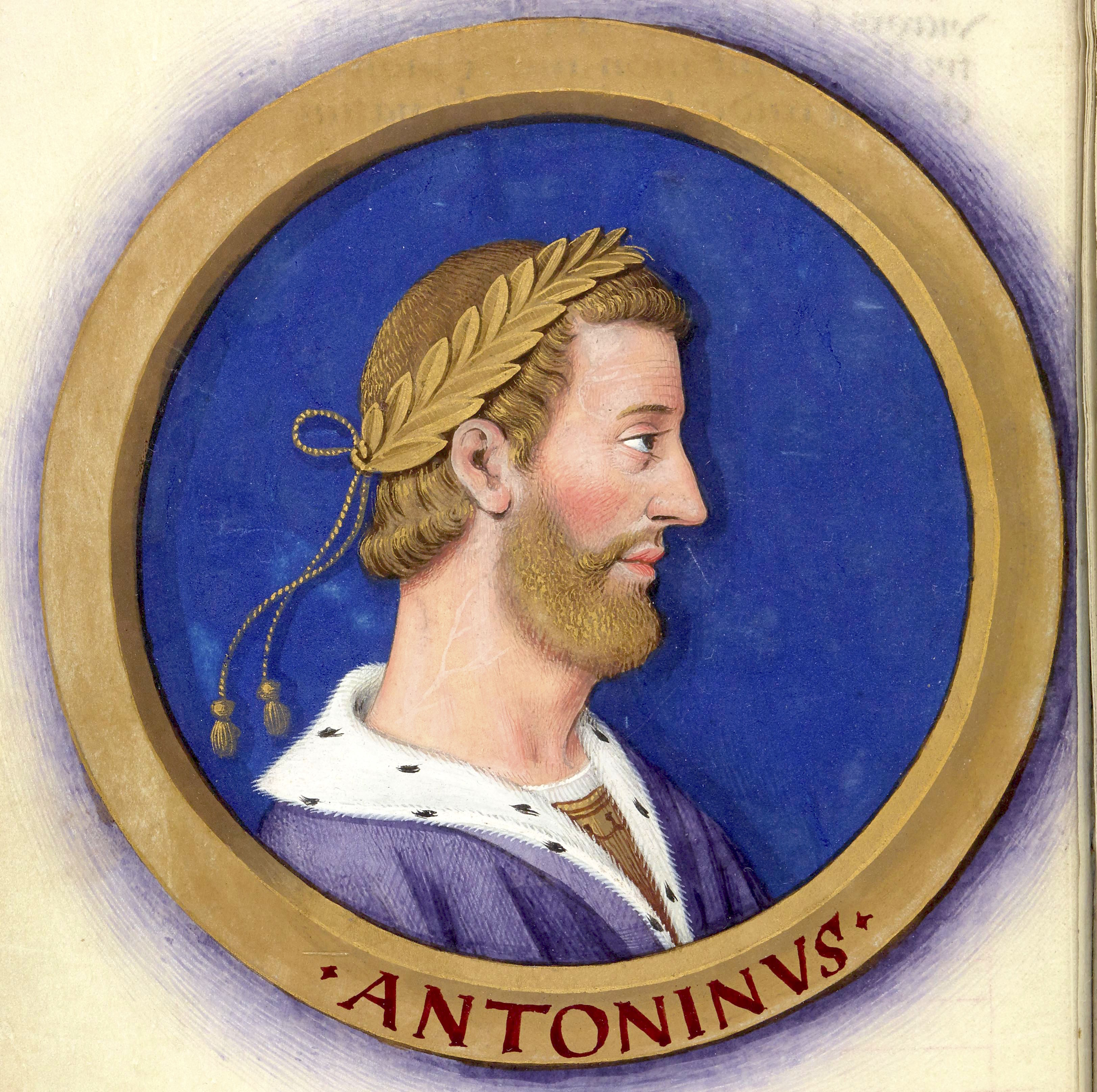
(16) Antonin le Pieux